# Philippe Lelièvre
Pour les articles homonymes, voir Lelièvre.
 (avril 2014).
Si vous disposez d'ouvrages ou d'articles de référence ou si vous connaissez des sites web de qualité traitant du thème abordé ici, merci de compléter l'article en donnant les références utiles à sa vérifiabilité et en les liant à la section « Notes et références ».
Philippe Lelièvre, né le 21 janvier 1964 à  Paris 16e, est un comédien français.

## Biographie
À 21 ans, il se forme à l'art dramatique dans la classe libre du cours Florent dirigée par Francis Huster, Raymond Acquaviva et François Florent.
Sa première apparition à la télévision date du 20 novembre 1990 lors de la centième émission de Ciel, mon mardi !, émission animée par Christophe Dechavanne sur TF1. L'émission, entièrement sous contrôle[Quoi ?], était spécialement composée d'acteurs de la ligue d'improvisation et le thème était l'adultère. Il y incarne un témoin nommé Jean-Pierre Vallon. Entre 1999 et 2001, il fait partie de La Grosse Émission sur la chaîne Comédie ! dans laquelle il réalisait notamment des improvisations avec Benjamin Rataud. Il a obtenu du succès grâce à son spectacle solo Givré !.
Philippe Lelièvre a été professeur d'improvisation théâtrale à Star Academy lors des saisons 5, 6 et 8 sur TF1. Il a aussi animé la matinale de la radio NRJ : Le 6/9 entre 2001 et 2003 aux côtés de Bruno Guillon, Arnaud Lemort, Jonathan Lambert, Manu Payet et Henri Delorme.
En 2007, il présente une suite à son spectacle solo intitulé Toujours givré, à l'affiche du théâtre des Béliers. En décembre 2010, il représente ce spectacle à La Cigale à Paris.
On a aussi aperçu Philippe Lelièvre pendant quelques années à la télévision dans les publicités télévisées de la marque de céréales Special K, où il incarnait un mari jaloux terminant le spot avec sa phrase : « Y'a quelque chose de nouveau dans sa vie ! ».
En mai 2008, il fait partie des participants du World Uno Tour présenté par Arnaud Gidoin et Sören Prévost sur la chaine Comédie !, une parodie de poker où des comédiens comme Thierry Frémont, Arthur Jugnot, Vincent Desagnat, Pascal Légitimus, Sophia Aram s'affrontent dans un tournoi d'Uno.
En 2011, il coécrit, avec Marjorie Ascione, les dialogues de la comédie musicale Dracula, l'amour plus fort que la mort de Kamel Ouali. Comédie Musicale dans laquelle il est chargé de la direction d'acteurs. En 2011, avec Sören Prévost, il écrit, réalise et interprète Dr CAC un programme de vulgarisation économique sur le ton de l'humour, diffusé sur France 5.

## Théâtre
- 1980 : Genousie Obaldia, mise en scène Philippe Lelièvre
- 1981 : Kean Alexandre Dumas, mise en scène Philippe Lelièvre
- 1982 : Le préjugé vaincu, mise en scène Raymond Acquviva
- 1983 : Cloud nine C. Churchill, mise en scène François Florent à l'espace Cardin
- 1984/1985 : Tous aux abris Mise en scène Philippe Ogouz au théâtre du Spendid
- 1986 : Le programme de la droite De Wolinski, mise en scène Claude Confortés
- 1988 : Pâquerette de Claude Magnier, mise en scène Francis Perrin au Théâtre de la Michodière
- 1989 : Les golfeurs, mise en scène Raymond Acquaviva au Théâtre Fontaine
- 1989/1993 : La Ligue d'Improvisation Française Bataclan / Cirque D'hiver
- 1992 : Dérive, mise en scène Michel Lopez création Avignon
- 1993/1995 : Improvizafond Concept d'impro (Lopez, Rataud, Lelièvre) Splendid/ Ranelagh/ Palais des glaces.
- 1997 : La surprise de l'amour, mise en scène Robert Fortune national du Creusot/ Théâtre Sylvia Montfort.
- 1999 : La poudre aux yeux, mise en scène Robert Fortune Festival de Ramatuelle
- 2003/2007 : Givré !, mise en scène Arnaud Lemort. Ciné 13/ Splendid
- 2008/2009 : Ne nous quitte pas de Gil Galliot et Yves Hirschfeld, mise en scène Gil Galliot, Tristan Bernard/Théâtre des Mathurins
- 2010 : Toujours Givré ! (La Cigale)
- 2012 : Julie des Batignolles, mise en scène Eric Métayer au Théâtre La Bruyère
- 2013 : Boire, fumer et conduire vite, mise en scène Marion Sarraut, au théâtre de la Grande comédie.
- 2014 : Un jour c'était la nuit de Emmanuel-Robert Espalieu, mise en scène Catherine Marchal, création Avignon 2014
- 2015 : Trois Hommes dans un Bateau, sans parler du chien... de Jerome K Jérôme, mise en scène Erling Prévost, théâtre du Petit Montparnasse
- 2017 : Folle Amanda, de Pierre Barillet et Jean-Pierre Gredy, mise en scène Marie-Pascale Osterrieth, Théâtre de Paris puis théâtre Antoine
- 2017 : Non à l'argent! de Flavia Coste, mise en scène Anouche Setbon, Théâtre des Variétés
- 2019 : Non à l'argent! de Flavia Coste, mise en scène Anouche Setbon, Théâtre des Bouffes Parisiens
- 2021-2022 : Plus que Givré (théâtre Les Enfants du Paradis)
- 2023 : Le Manteau de Janis d'Alain Teulié, mise en scène Philippe Lelièvre et Delphine Piard, Le Petit Montparnasse
- 2023 : Borderline de Flavia Coste, mise en scène Daniel Russo, Théâtre de Passy

### Mise en scène
- Limite de Laurent Spielvogel
- Une robe longue j'en ai pas l'usage de Laurent Spielvogel
- Génousie de Obaldia
- Violons Dingues, le Quatuor
- Sophie Mounicot, Collaboration artistique
- Sprint de Soren Prévost
- Cédric Ben Abdallah, Collaboration artistique
- Dracula, Comédie musicale au Palais des sports, co-écriture et direction d’acteur
- Quand je serai grande, je serai grande de Dorothée Tavernier
- Liberté de Joffrey Verbruggen, collaboration artistique
- Mugler's Follies, Show doctor
- Christophe Maé, Collaboration artistique, Palais des Sports 2013
- Les ÉlianeS, Théâtre de dix heures, collaboration artistique
- Il était une fable de Jean de la Fontaine, avec Catherine Laborde et Raphaël Bancou, création Avignon 2016
- Le Crime de l'orpheline de Florence Andrieu et Flannan Obé, adaptation du livret Philippe Lelièvre, Théâtre du Ranelagh
- Oh la belle vie ! Co-auteur Cinq de Cœur
- Le Manteau de janis

## Filmographie

### Cinéma
- 1978 : L'Amant de poche de Bernard Queysanne
- 1982 : Le Choc de Robin Davis
- 1982 : Cinq Jours, ce printemps-là (Five Days One Summer) de Fred Zinnemann
- 1983 : Mortelle randonnée de Claude Miller
- 1983 : Flics de choc de Jean-Pierre Desagnat
- 1984 : Paire de moufles (court-métrage) de Philippe Malignon
- 1986 : Le Débutant de Daniel Janneau
- 1986 : Les Fugitifs de Francis Veber
- 1993 : Neuf Mois de Patrick Braoudé
- 1995 : Nelly et Monsieur Arnaud de Claude Sautet
- 1996 : Capitaine Conan de Bertrand Tavernier
- 1997 : Amour et Confusions de Patrick Braoudé
- 1997 : Le vol de la mouche tsé-tsé (court- métrage) Guillaume Georget
- 1999 : Fait d'hiver de  Robert Enrico
- 2000 : Scènes de crimes de Frédéric Schoendoerffer
- 2000 : Deuxième Vie de Patrick Braoudé
- 2005 : L'Antidote de Vincent de Brus
- 2006 : En souvenir de nous de Michel Léviant.
- 2009 : Bretelles et herbes Hautes (court-métrage) de Simon Lahmani
- 2011 : Harissa, mon amour de Frédéric Dantec
- 2012 : Dépression et des potes d'Arnaud Lemort
- 2013 : 12 ans d'âge de Frédéric Proust
- 2023 : Le Voyage en pyjama de Pascal Thomas

### Télévision
- 1982 : Amor Tambien : clip de la chanson écrite et composée par Michel Berger, interprétée par France Gall
- 1982 : Le grand braquet de Maurice Fasquel
- 1983 : La Manipulation
- 1985 : La Nuit et le Moment de Jean-Daniel Simon
- 1985 : Pour que d'autres puissent vaincre de Jean-Daniel Simon
- 1986 : Hôtel de police de Jacques Besnard
- 1987 : Le Tiroir secret, série créée par Danièle Thompson
- 1990 : Ciel, mon mardi ! : la 100e : participation au faux débat avec des acteurs de la ligue d'improvisation
- 1994 : Le Mur aux fées de Michel Leviant
- 1995 - 1996 : Les Pisteurs, épisodes Le Marché du sport de Luc Béraud et Dernier Péage de Philippe Monet
- 1996 : Commandant Nerval, de Nicolas Ribowski
- 1997 : Les Piégeurs
- 1998 : Desproges toujours vivant d'Hélène Desproges
- 1998 : La Traversée du phare de Thierry Redler
- 1998 : Le Record d'Edwin Baily
- 1999 : Eva Mag d'Alain Sachs
- 2000 : Boulevard du Palais, épisode[Lequel ?] de Christian Bonnet
- 2003 : Le Prix de l'honneur de Gérard Marx : Marc Delorme
- 2004 - 2005 - Demain le monde de Bernard Faroux
- 2006 : Tombé du ciel mini-série de Stéphane Kappes
- 2007 : Central Nuit, saison 6 épisode 5 d'Olivier Barma
- 2008 : Mademoiselle
- 2008 : Two schuss
- 2008 : World Uno Tour (Comédie!)
- 2009 : Martin Martin de Soren Prévost
- 2009 : Frères de sang de Stéphane Kappes
- 2010 : Victoire Bonnot de Philippe Dajoux
- 2011 : Dr CAC, programme court de 100 X 3 minutes de Philippe Lelièvre et Soren Prévost
- 2011 : Camping Paradis, saison 3, épisode 3 d'Éric Duret : Alain
- 2012 : Very Bad Blagues, saison 2, épisode 62
- 2014 - en cours : La Stagiaire, série créée par Isabel Sebastian : Barth Meyer
- 2015 : Peplum, mini-série de Philippe Lefebvre
- 2015 : La Stagiaire, S01 de Christophe Campos
- 2016 : Bébés volés d'Alain Berliner
- 2016 : Capitaine Marleau, de Josée Dayan
- 2016 : La Stagiaire, S02 de Stéphane Kappès / Olivier Barma
- 2016 : Juste un regard, de Ludovic Colbeau-Justin
- 2016 : Le Bureau des légendes, S03 d'Éric Rochant
- 2017 : La Stagiaire, saison 3 de Stéphane Kappès / Bruno Garcia
- 2018 : La Stagiaire, S04 de Denis Thibault / Stéphane Kappès
- 2018 : La Faute de Nils Tavernier
- 2018 : Deutsch-les-Landes par Denis Dercourt &  Annette Ernst : Guillaume
- 2019 : Cassandre : Une vie meilleure de Bruno Garcia
- 2020 : Commissaire Magellan, épisode Le Bonheur des autres : Gilles
- 2020 : La Stagiaire, Saison 05 : Barth
- 2024 : collection Meurtres à... : Meurtres à Château-Thierry de Delphine Lemoine

#### Autres participations télévisées
- depuis 2017 : Tout le monde a son mot à dire
- depuis plusieurs années : Régulièrement dans Vendredi tout est permis d'arthur tf1
- le 24 décembre 2021 dans la grande soirée de Noël de Laurence Boccolini Fr2

## Parcours en radio
- 1996-1998 : coanimateur de la matinale d'Europe 2 avec Arthur
- 2000-2003 - Coanimateur sur NRJ du 6/9 avec Bruno Guillon, Manu Payet, Arnaud Lemort, Jonathan Lambert et Henri De Lorme

## Vie privée
Il est marié et père de trois enfants.